# Nahovětvec dvoudomý
Nahovětvec dvoudomý (Gymnocladus dioica) je statný, listnatý, opadavý strom s neobvyklým habitem. Je jediný druh rodu nahovětvec, který má původ v Severní Americe (ve Spojených státech amerických a v Kanadě). Ostatní čtyři druhy rodu pocházejí z jižní Asie.
Do Evropy byl přivezen již v roce 1748, v Čechách byl jako exotická dřevina prvně vysázen v Královské oboře v Praze roku 1844.

## Ekologie
Strom potřebuje pro zdárný vývoj výživné, hluboké, vlhké, hlinité půdy a dostatek světla. Ve své domovině se proto často objevuje na záplavových územích, toleruje však i mělké kamenité a písčité alkalické půdy, je hojnější na teplých stanovištích. Nesnese však zastínění a proto roste obvykle na okrajích lesů nebo na lesních pasekách. Stromy rostou pomalu a dožívají se za dobrých podmínek i 100 let. Je tolerantní k městskému znečištění i zasolení půdy. Neprospívá mu však uzavření okolního prostoru dlažbou nebo asfaltem, které ztěžuje vsakování vody. Proti mrazu je otužilý, namrzá jen v drsných horských polohách.
Obvykle jsou stromy se samičími a stromy se samčími květy, jen výjimečně se vyskytují i stromy mnohomanželné. Protože v přírodě někdy rostou v blízkosti pouze jedinci stejného pohlaví, jsou občas problémy s tvorbou semen.
Ve srovnání s ostatními listnatými stromy má velmi krátké vegetační období. Listy se začínají rozvíjet pozdě na jaře a časně z podzimu již opadávají. Větve jsou bez listů více než půl roku (jsou nahé), odtud rodové jméno „nahovětvec“.

## Popis

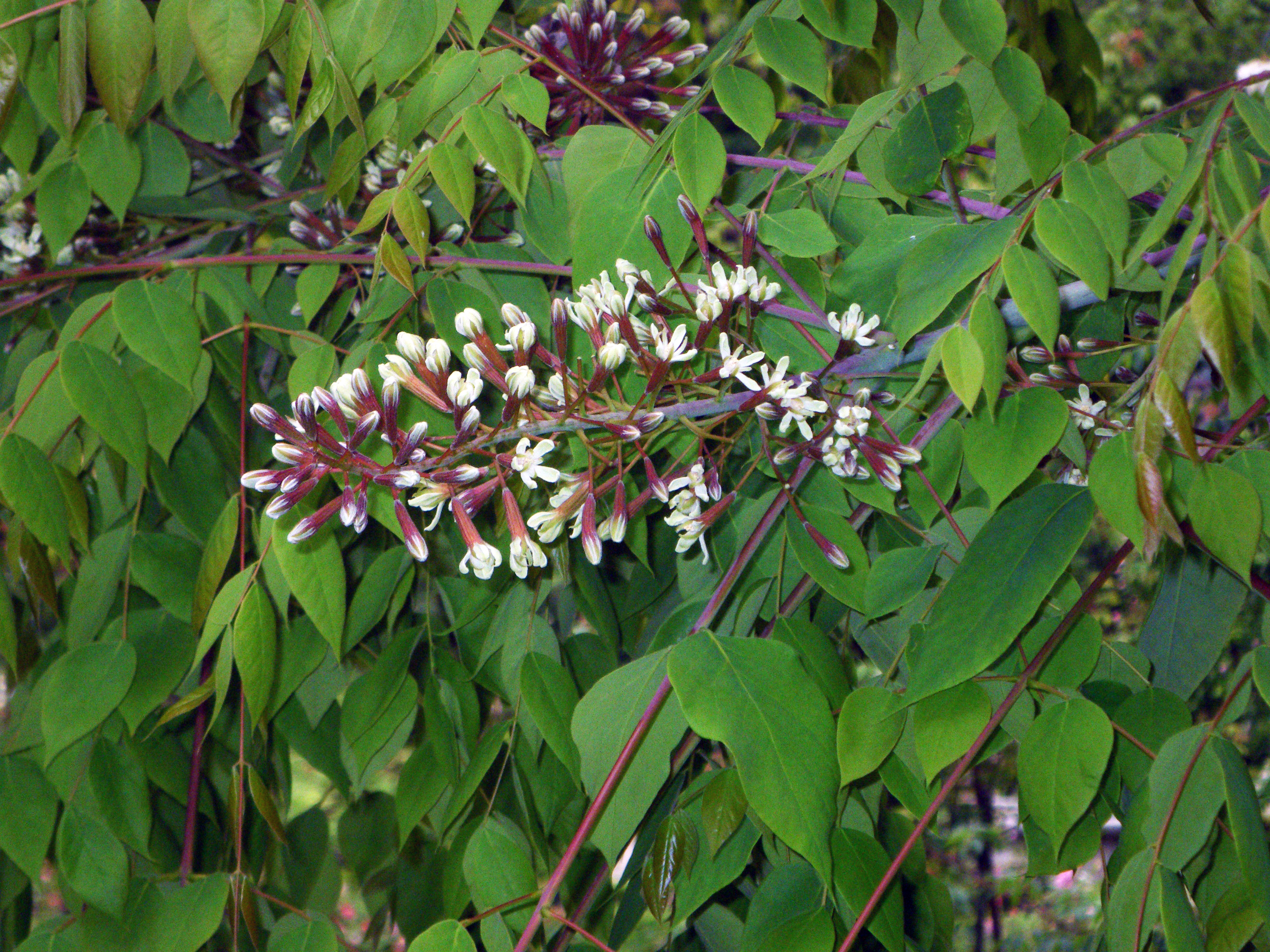
Květenství

Strom dorůstá do výšky 20 až 25 m a má šedou, hrubou, široce zbrázděnou kůru odlupující se v plátcích. Může růst jednotlivě nebo ve skupině, kdy se z jednoho rozložitého kořene vytvoří více kmenů. Koruna stromu je řídká a metlovitá, je tvořena tlustými, parožnatě se větvícími a jinak křivolakými větvemi. Letorosty jsou šedě ojíněné a poznamenané jizvami po listech. Listy raší pozdě, koncem května nebo počátkem června, bývají dlouhé 50 až 100 cm. Jsou dvakrát sudozpeřené, mají osm až čtrnáct párů krátce řapíčkatých lístků velkých 5 až 6 cm. Lístky jsou modrozelené, vejčité nebo eliptické a celokrajné; na podzim lístky nemění barvu a opadávají postupně.
Květy, velké asi 12 mm, se objevují současně s listy v květnu a červnu. Vyrůstají na dlouhých stopkách v koncových květenstvích dlouhých 10 až 30 cm, laty samčích květů bývají kratší a hustější. Jsou zelenobílé, kvetou zhruba měsíc a voní po citronech. Obvykle jsou stromy se samičími a stromy se samčími květy, opylují se větrem.
Plod je až 10 až 25 cm dlouhý, plochý a tlustý dřevnatý lusk tmavě hnědé barvy. Obsahuje čtyři až sedm hnědých, okrouhlých a zmáčklých semen velkých 10 až 15 mm. Semena dozrávají v listopadu a lusky opadávají až na jaře. Jednou z mála možností jak se mohou rozšířit, je odplavení lusků povrchovou vodou. Starší stromy obvykle produkují množství kořenových výmladků, které je zapotřebí odstraňovat.
Strom dobře ochraňuje své listy i semena přes poškozením. Před býložravci jsou listy i semena chráněna velkou koncentraci jedovatého alkaloidu cytisin, který při konzumaci může způsobit i smrt. Proti drobnými obratlovcům jsou semena zabezpečena v pevných dřevnatých luscích, které kritické zimní období přečkávají v korunách stromů.

## Význam
Nahovětvec dvoudomý se používá jako doplňková dřevina do parků, jako solitéra nebo na okraje porostu. Vyniká přes zimu i jaro svým zvláštním vzhledem bizarně pokroucených větví. Nejčastěji se vysazuje odrůda 'Variegatus', která dorůstá do výše 10 m a má výrazně tlusté větve.
V minulosti bývala v době nouze ve Spojených státech jeho pražená semena používaná jako náhrada kávy, odtud domácí pojmenování „Coffeetree“ (kávový strom). Protože strom je většinu roku bez listů, v Kanadě jej také nazývají „Chicot“ (pahýl stromu).

## Rozmnožování
Druh se může množit pohlavně i vegetativně. Pohlavní rozmnožování je málokdy úspěšné, semena špatně klíčí. Výhodnější je přistoupit k vegetativnímu oddělováním ramet, je poměrně jednoduché odebírat kořenové oddělky.

## Galerie

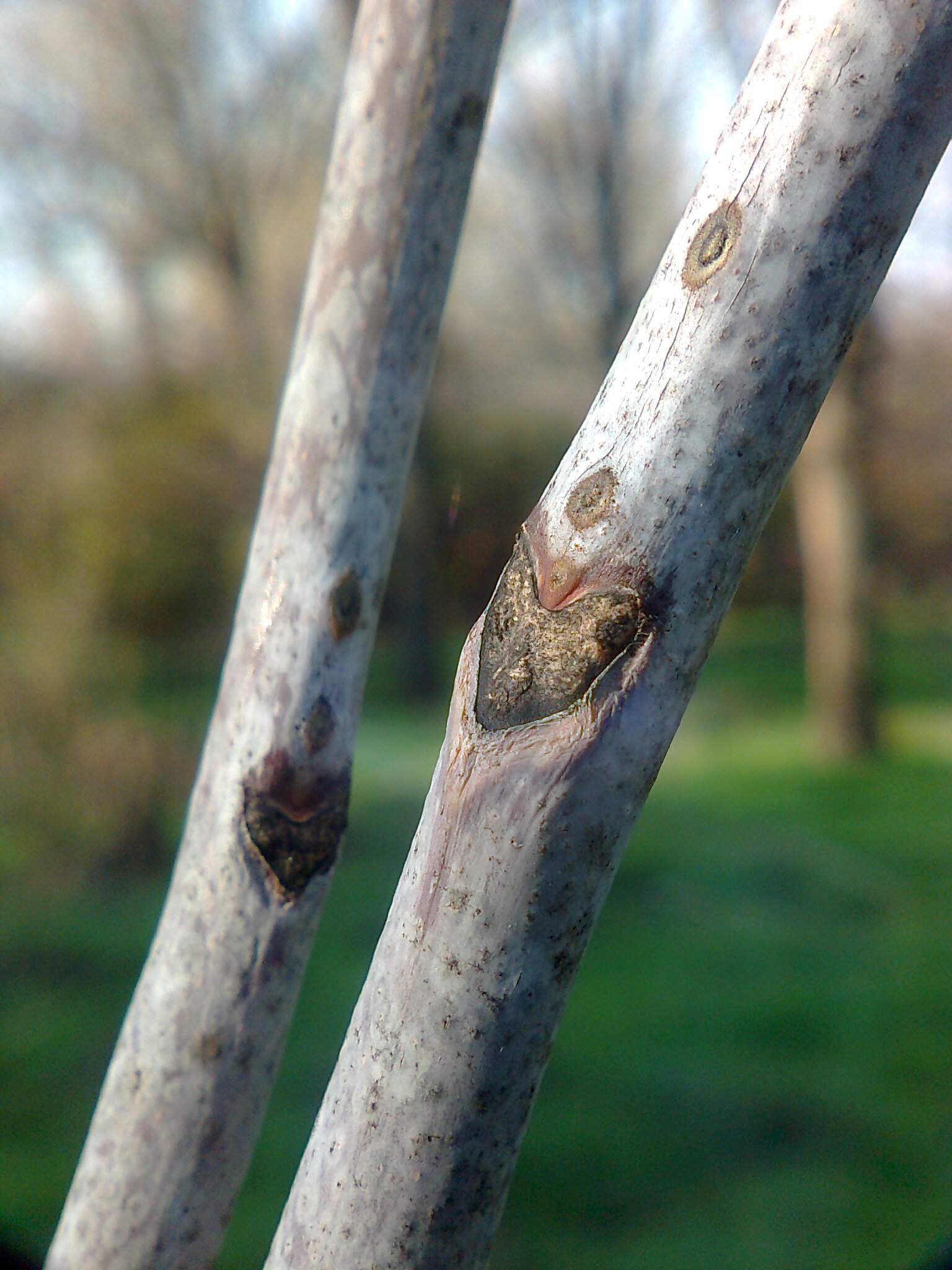
Jizvy po listech
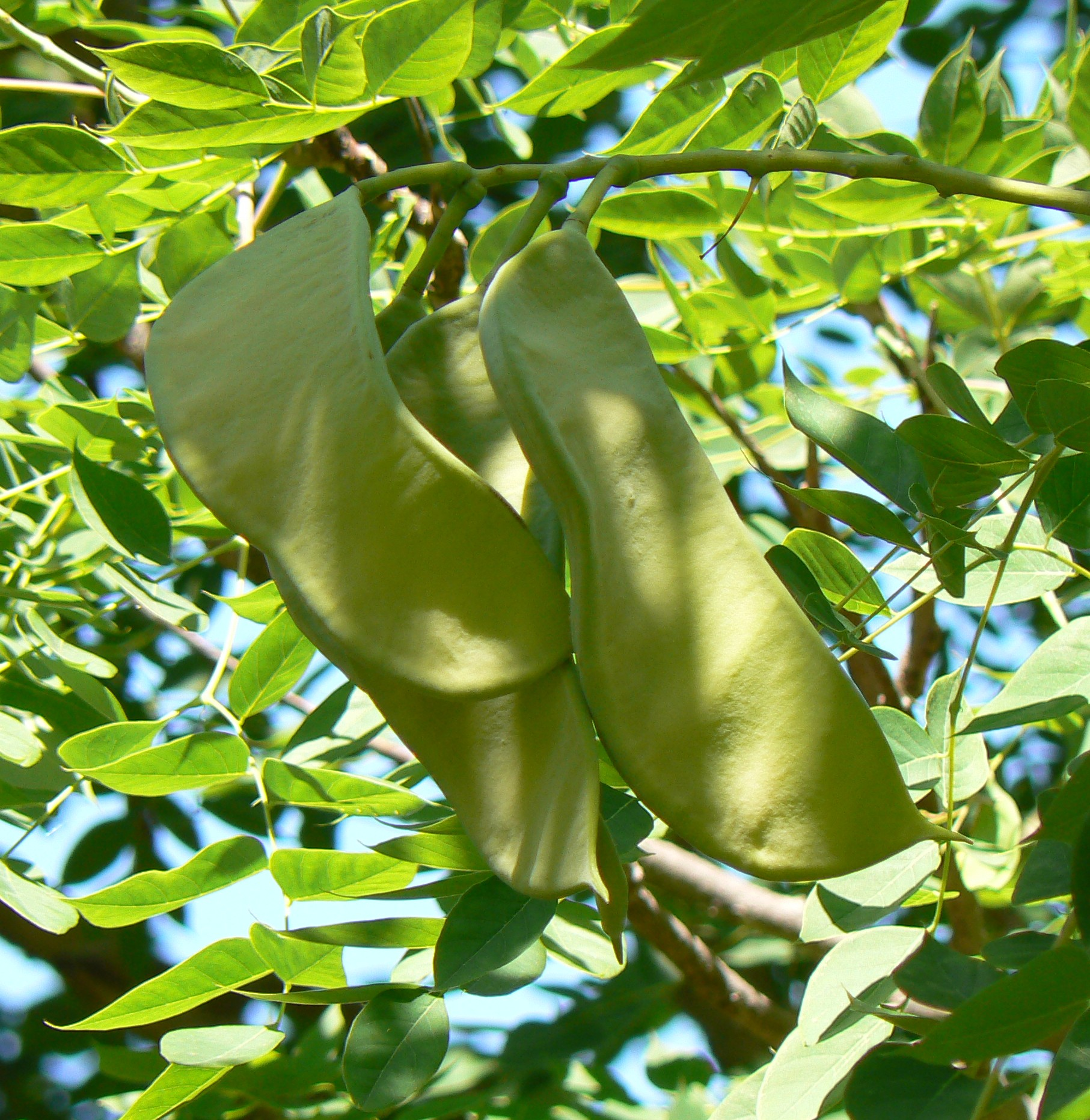
Zrající lusky
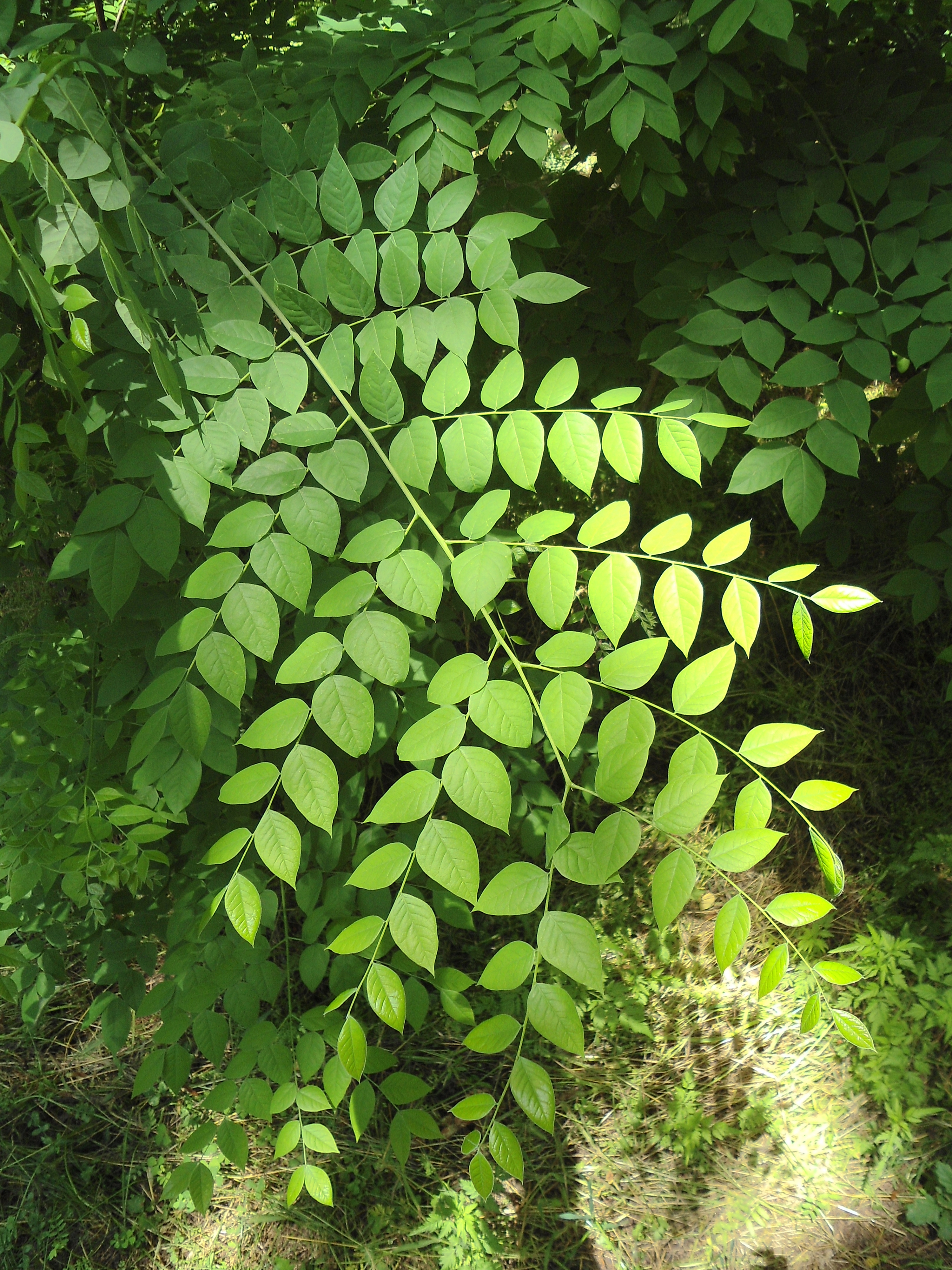
Dvojnásobně sudozpeřený list
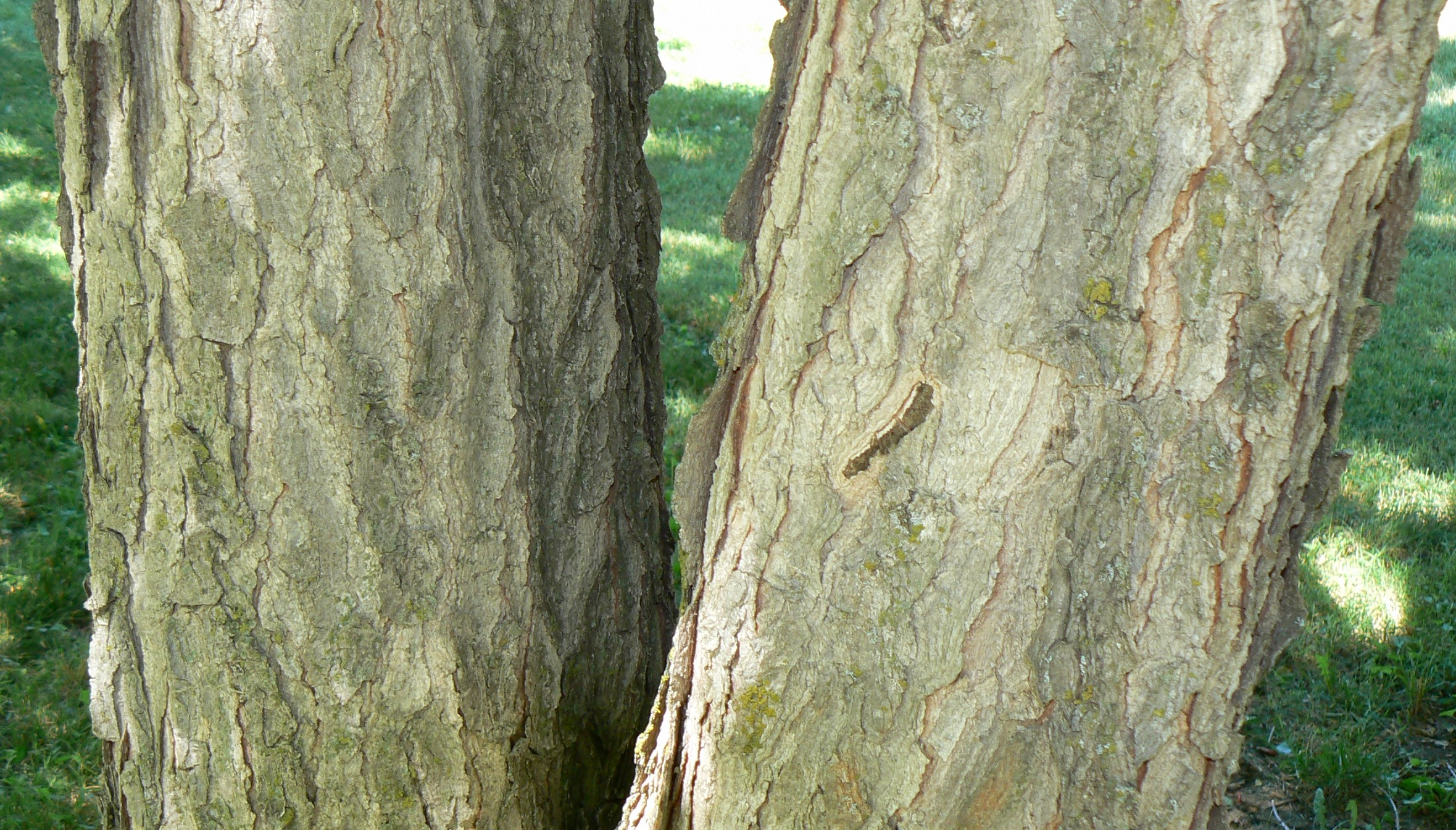
Kůra kmene